# Jay Kenneth Johnson
Jay Kenneth Johnson, född den 24 februari 1977 i Springfield, Missouri, är en amerikansk skådespelare och sångare. 
Han är mest känd för rollen som Phillip Kiriakis i Våra bästa år. Han har även varit med i Scrubs, North Shore, CSI: New York, CSI: Miami och långfilmen Hack!.